# Gare de Lønsdal
La gare de Lønsdal (appelée en same Luonos ou Lunusvág’ge) est une gare ferroviaire norvégienne de la Nordlandsbanen située sur la commune de Saltdal, dans le Nordland et les montagnes appelées Saltfjellet.

## Situation ferroviaire

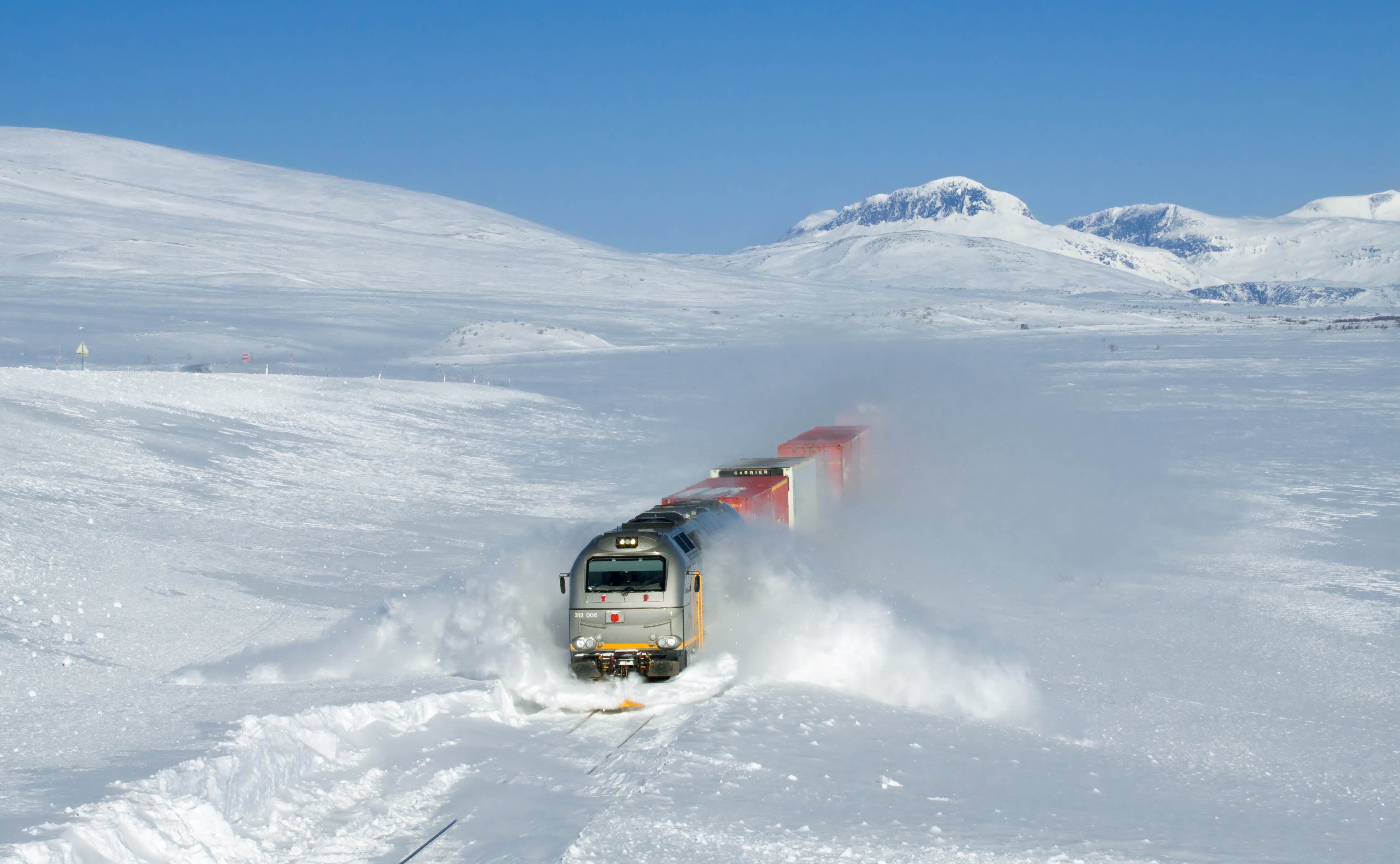
Un train de marchandise dans les montagnes de Saltfjellet

La gare, établie à 511,8 m d'altitude, se situe à 602,15 km de Trondheim.

## Histoire
La gare a été mise en service le 10 décembre 1947. Elle sera le terminus de la ligne jusqu'au 1er décembre 1955.

## Service des voyageurs

### Accueil
Il y a un parking près de la gare laquelle a une salle d'attente ouverte toute la semaine. La gare n'a ni guichet ni automate. 

### Desserte
La gare est desservie par des trains  en direction de Trondheim et Bodø. 

## Ligne du Nordland
| Origine   | Arrêt précédent | Train | Train         | Train | Arrêt suivant | Destination |
| --------- | --------------- | ----- | ------------- | ----- | ------------- | ----------- |
| Trondheim | Dunderland      |       | [Non indiqué] |       | Røkland       | Bodø        |